# Enric Tous i Carbó
Enric Tous i Carbó (Barcelona, 25 d'abril de 1925-ibídem, 3 de maig de 2017) fou un arquitecte català. Titulat a l'ETSAB el 1953, va treballar associat amb Josep Maria Fargas. Obra conjunta seva són: la Casa Ballvé (Pedralbes, 1961); la Fàbrica Dallant (Sant Feliu de Llobregat, 1963); la Fàbrica Kas (Vitòria, 1965); les seus de Banca Catalana de Passeig de Gràcia (1968), Balmes (1974) i Diagonal (1980); el Banco Industrial de Bilbao (1971) i el Banco Pastor (1982).